# Биг Појнт (Мисисипи)
Биг Појнт (енгл. Big Point) насељено је место без административног статуса у америчкој савезној држави Мисисипи.

## Демографија
По попису из 2010. године број становника је 611, што је 496 (431,3%) становника више него 2000. године.
| Група             | 2000.       | 2010.       |
| Белци             | 114 (99,1%) | 589 (96,4%) |
| Афроамериканци    | 0 (0,0%)    | 8 (1,3%)    |
| Азијати           | 0 (0,0%)    | 0 (0,0%)    |
| Хиспаноамериканци | 0 (0,0%)    | 7 (1,1%)    |
| Укупно            | 115         | 611         |